# Copa Internacional de Europa Central
La Copa Internacional (llamada Copa Dr. Gerö después de la Segunda Guerra Mundial) fue un torneo amistoso de fútbol creado por el austríaco Hugo Meisl y disputado entre las cinco selecciones de fútbol más poderosas de la época en Europa central entre 1927 y 1960: Austria, Checoslovaquia, Hungría, Italia y Suiza. En la última edición se sumó Yugoslavia. Fue disputada en seis ocasiones pero en una de ellas no finalizó. El sistema era de liga con partidos y revanchas y normalmente tomaba más de dos años para completarse. Las últimas dos ediciones, en la postguerra, se extendieron por más de cinco años. Fue descontinuada en 1960, al comenzar la Eurocopa.

## Trofeo
El trofeo de las primeras competiciones se llamó Copa Švehla por Antonín Švehla, el primer ministro de Checoslovaquia, quien lo donó. Después de la Segunda Guerra Mundial, el nuevo trofeo fue conocido como la Copa Dr. Gerö en honor a Josef Gerö, director de la Asociación Austríaca de Fútbol y exárbitro de fútbol.

## Palmarés
- 1927-1930:  Italia[3]
- 1931-1932:  Austria[4]
- 1933-1935:  Italia[5]
- 1936-1937:  Italia[6]
- 1948-1953:  Hungría[7]
- 1954-1960:  Checoslovaquia[8]